# Cleverbot
Cleverbot est un logiciel de chat utilisant un algorithme d'intelligence virtuelle pour établir une conversation avec les utilisateurs. Créé en 1988 par Rollo Carpenter, un pionnier de l'intelligence artificielle, il a été mis en ligne en 1997. Il est le successeur de Jabberwacky, un autre agent conversationnel du même auteur, les deux logiciels usant d'un algorithme différent pour « apprendre ».

## Historique
Le principe de la simulation du langage naturel et des conversations humaines est apparu progressivement au cours des années 1950 lors de la théorisation du test de Turing, lequel déclarait alors qu'une machine capable de faire croire qu'elle est humaine est une intelligence artificielle. Le traitement du langage naturel débute sur le principe de l'analyse « statistico-morphologique » de 1945 à 1955 dont le principe a été réutilisé bien plus tard dans les algorithmes de traduction automatique. Dans la deuxième moitié des années 1950, l'approche est syntaxique, se basant sur la grammaire formelle.
Les premiers agents conversationnels sont apparus en 1966 avec ELIZA, un chatterbot destiné à imiter un psychanalyste rogérien, basé sur un troisième type d'approche, l'analyse sémantique. À partir de l'utilisation de mots-clefs, ELIZA répond par des phrases basées sur des modèles structurels de phrases. C'est à partir des années 1970 qu'un quatrième type d'analyse du langage naturel apparaît, avec l'approche « cognitive et pragmatique ».
Rollo Carpenter, spécialiste de l'intelligence artificielle, a créé ses premiers agents conversationnels avec Jabberwacky. En 2005 puis 2006, les avatars générés par Jabberwacky (Joan et George) gagnèrent le prix Loebner. En 2009, un avatar généré pour Cleverbot gagne aussi le prix Loebner. Dans la première décennie de son existence, à partir de sa création en 1988 et jusqu'en 1997, Cleverbot a « appris » plusieurs milliers de conversations avec Carpenter et ses associés.
La personnalisation de Cleverbot, pour le transformer en une application utilisant comme base de données les répliques d'un seul utilisateur, est une piste de recherche vers laquelle s'est orienté Carpenter. En 2013, il a ainsi réalisé une version prototype personnalisée, qu'il aurait donnée à sa femme ; elle aurait dit que cette version a « des traits de sa personnalité. »

## Fonctionnement
Les agents conversationnels utilisent une architecture assez simple en général. Une phrase entrée par un utilisateur est transformée en un langage abstrait permettant au logiciel d'effectuer des analyses et des recherches sur la phrase. La réponse est alors générée dans le langage du logiciel et doit être traduite en langage naturel en utilisant des modèles structurels pour la phrase. Ces logiciels sont souvent inadaptés à des conversations généralistes, du fait du placage de structures de phrases rigides et du manque d'adaptation au contexte.
Cleverbot diffère des agents conversationnels traditionnels puisque l'utilisateur saisit ses lignes de conversation et le robot répond directement au texte entré. À l'aide d'un algorithme qui sélectionne les phrases dernièrement entrées dans sa base de données de conversations déjà enregistrées, Cleverbot donne la réponse la plus appropriée. Un bouton permet d'amener Cleverbot à répondre à la dernière entrée, un autre bouton permet de voir la conversation entière. Il a été revendiqué que « parler à Cleverbot est un petit peu comme parler avec la communauté collective d'internet ». Cleverbot fait ainsi partie d'une catégorie de chatterboxes capables d'intelligence par imitation. Une « mémoire à court terme » permet par ailleurs à Cleverbot d'élaborer une estimation du contexte.
Grâce à ce système, Cleverbot est capable d'apprendre d'autres langues.
Depuis qu'il a été lancé sur le web en 1997, le nombre de conversations a dépassé les 65 millions en 2011 et les 142 millions en 2013. Cleverbot a ainsi appris près de 5 millions de lignes de conversation en moins de 10 ans après sa mise en ligne et gère fréquemment jusqu'à 200 000 requêtes par heure, discutant avec près de 3 millions de personnes par mois. D'après Carpenter, les conversations avec Cleverbot peuvent être touchantes, certaines personnes ayant des débats et des disputes ou des conversations très longues, une jeune fille ayant discuté avec Cleverbot pendant 11 heures en ne faisant que trois pauses d'une quinzaine de minutes.

## Test de Turing
En décembre 2010, Cleverbot passe son premier test de Turing et remporte la BCS machine intelligence competition mais ne fait que 42 % au test.
Le 6 septembre 2011, Cleverbot passe le test de Turing lors du festival Techniche (en) à Guwahati en Inde, qui consista à faire juger en aveugle par un panel de 1 334 personnes si la conversation tenue par Cleverbot semblait tenue entre deux humains ou pas. 59,3 % des personnes jugèrent la conversation de Cleverbot comme tenue par deux humains, face à 63,3 % des personnes qui jugèrent que la conversation de deux humains semblait humaine,, ce résultat demeurant très subjectif. Rollo Carpenter estima à ce moment que « Cleverbot a surtout prouvé sa capacité à imiter l’intelligence plus que sa propre intelligence ». Jusque-là aucun agent conversationnel n'avait dépassé les 50 % au test.
La version de Cleverbot qui a passé le test de Turing est cependant une « version améliorée » en cela que là où la version en ligne opère trois recherches dans la base de données de réponses avant de produire une réponse, la version testée en exploite 42,.
Cleverbot a été la vedette du The Gadget Show (en) le 7 novembre 2011 où l'un des animateurs lance une conversation entre deux autres animateurs et Cleverbot pour observer s'ils réalisent qu'il s'agit d'un robot.

## Capacités conversationnelles
Du fait que Cleverbot apprend des conversations avec les internautes, il a été remarqué que le logiciel connait plusieurs mèmes ; Cleverbot répondra ainsi parfois à « O RLY? » par « Ya rly. », est capable de réciter les paroles de la chanson Never Gonna Give You Up de Rick Astley (prenant sa source dans le rickroll), de Bohemian Rhapsody ou encore de Still Alive. Cleverbot semble aussi parfois capable de répondre par des Chuck Norris Facts à la mention du nom de l'acteur, ou encore de réciter des sorts de l'univers de Harry Potter.
C'est à cause de la capacité de Cleverbot à reconstituer des chansons ou compléter la chute de certaines blagues, voire corriger la grammaire d'une phrase qui a mené à la rumeur persistante que le site serait un canular et mettrait en réalité en relation deux humains et non simplement un humain et le logiciel.
La version en ligne du logiciel demeure encore peu cohérente comparativement à la version avancée qui a passé le test de Turing. Le 4 février 2013, Chris R. Wilson, un réalisateur de cinéma américain, a mis en ligne un court métrage d'un peu plus de trois minutes scénarisé par Cleverbot intitulé Do you love me (sic). Le réalisateur a transposé le dialogue avec le logiciel en ligne, auquel il avait demandé d'écrire un scénario. Le résultat est composé de situations et de dialogues plus ou moins absurdes sur fond d'histoire d'amour.
Les conversations avec Cleverbot peuvent se révéler très normales bien qu'émaillées de non sequitur et d'insinuations de la part du logiciel comme quoi son interlocuteur ne serait pas humain. Le programme une fois parti hors sujet peut cependant devenir complètement incohérent. Une thèse a montré sur un panel restreint (moins d'une dizaine) d'enfants atteints d'autisme de haut niveau, des résultats encourageants en termes d'amélioration des capacités à dialoguer, grâce à l'utilisation de la version en ligne de Cleverbot.
Les limites de Cleverbot ne résident pas que dans les dialogues incohérents qui peuvent être générés, mais aussi dans son algorithme même : son principe étant de puiser dans une base de données de phrases déjà entrées, Cleverbot ne peut répondre que par des propositions préexistantes, et toute la partie intégrant une correction orthographique est négligée ce qui peut empêcher Cleverbot de « comprendre » et répondre de manière adéquate à certaines phrases.